# 喜荫黄芩
喜荫黄芩（学名：Scutellaria sciaphila）为唇形科黄芩属下的一个种。

## 扩展阅读
- 維基物種上的相關：喜荫黄芩